# Bohemian Rhapsody (2018.)
 Ovo je glavno značenje pojma Bohemian Rhapsody (2018.). Za istoimenu pjesmu iz 1975. godine pogledajte Bohemian Rhapsody.
Bohemian Rhapsody je američki film iz 2018. godine, redatelja Bryana Singera, o britanskom rock sastavu Queen, te njihovom pjevaču Freddieju Mercuryju.

## Radnja
Prvi kadrovi filma, za vrijeme najavne špice s imenima glumaca, prikazuju Freddieja Mercuryja kako se budi na dan Live Aid koncerta 1985. godine, te kako dolazi na stadion Wembley u Londonu. Nakon toga vraćamo se 15 godina u prošlost u 1970., još uvijek u Londonu, ali u zračnoj luci Heathrow gdje mladi Freddie, tada još uvijek Farrokh radi kao radnik na utovaru i istovaru prtljage. U slobodno vrijeme 24-godišnji Freddie piše kratke ljubavne stihove, te odlazi u lokalni noćni klub u kome sluša sastav Smile, koji prati već neko vrijeme. Nakon nastupa sastav je ostao bez pjevača, dolazi Freddie i kad čuje vijest, nudi se gitaristu Brianu Mayu i bubnjaru Rogeru Tayloru da bude zamjena za dotadašnjeg pjevača Tima Staffella. Uz uvođenje bas gitarista Johna Deacona ovaj demosastav, sad pod imenom Queen nastupa na gažama po Velikoj Britaniji, dok Freddie ne odluči da je vrijeme snimiti prvu ploču, za što je potrebno prodati njihov kombi, kojim su se vozili na gaže. Rizik uspijeva, te uskoro potpisuju ugovor s EMI recordsom.

## Glavni likovi
- Rami Malek - Freddie Mercury pjevač rock sastava Queen[1]
- Lucy Boynton - Mary Austin, Mercuryjeva djevojka[2]
- Gwilym Lee - Brian May, gitarist sastava Queen[3]
- Ben Hardy as Roger Taylor, bubnjar sastava Queen[3]
- Joe Mazzello - John Deacon, bas gitarist sastava Queen[3]
- Aidan Gillen - John Reid, menadžer sastava Queen[4]
- Allen Leech - Paul Prenter, Mercuryjev osobni menadžer
- Tom Hollander - Jim Beach, odvjetnik-menadžer grupe Queen[4]
- Mike Myers - Ray Foster, direktor u EMI-ju
- Aaron McCusker - Jim Hutton, Mercuryjev partner

## Produkcija

### Pripreme za snimanje, snimanje
Brian May je najavio film o grupi Queen još 2010. godine, tada se govorilo da će Sacha Baron Cohen glumiti Freddieja, a film bi završavao s nastupom na Live Aidu 1985. godine.
U kolovozu 2017. objavljeno je tko će glumiti članove Queenovce: Ben Hardy bit će bubnjar Roger Taylor, Gwilym Lee gitarist Brian May, te Joseph Mazzello bas gitarist John Deacon.
Glumica Lucy Boynton dobila je ulogu Freddieve djevojke Mary Austin u rujnu 2017. godine.
Snimanje je započelo u rujnu 2017. u Londonu, no u prosincu je redatelj Singer dobio otkaz, te je Dexter Fletcher dovršio snimanje filma, no sukladno pravilima Američkog udruženja redatelja, Singer je zadržao status jedinog redatelja, dok je Fletcher naveden kao izvršni producent.

### Detalji izvedbe filma
Film traje 134 minute.

## Kritike
Producenti filma uspjeli su napraviti komercijalnu uspješnicu, uz relativno skroman proračun za holywoodske standarde od 52 milijuna dolara, u tri mjeseca od početka prikazivanja film je zaradio 799 milijuna dolara, što dodatno potvrđuje ocjena na IMDb-u 8,3 (od 10), te trenutačno 153. mjesto na ljestvici 250 najboljih filmova svih vremena.
Dio se filmskih kritičara nije dao impresionirati vizualnom dojmu, gdje naravno prednjači Rami Malek u ulozi Freddieja Marcuryja, što potvrđuje nekoliko kritičara, od Varietyja, do domaćih: ... odmah ću reći kako je izvedba Ramija Maleka bez premca izvanredna i dostojna ne samo nominacije za Oscara, nego i osvajanja ove nagrade, ako ćemo kvalitetu nečije izvedbe uopće suditi prema Oscaru. ... ne samo da je vokalna izvedba bila perfektna, nego i gestikulacija, ponašanje na pozornici ili da u konačnici kažem – stav Kraljice.; niti sjajnoj glazbi Queenovaca. Kritičar Varietyja jasno ukazuje gdje je film odličan, a što po njemu nedostaje u filmu, te završava kritiku riječima :
Negativne kritike naviješćuju naslovi: "'Bohemian Rhapsody' - Freddie Mercury zaslužio je više i bolje" te "Film o originalnosti bez originalnih ideja". Za razliku od većine domaćih negativnih kritika kojima je cijela bit kritike filma žaljenje što Freddie nije dobio više mjesta, a ostalo - naracija povijesti grupe Queen i sama glazba manje, prethodna spomenuta domaća recenzija nije manje precizna od Varietyja, jer uz uočavanje scenarističkih kompromisa u filmu također ništa manje jasno uočava ono dobro u filmu, te završava riječima:
Usprkos nekim kritičarima film je dobio dva Zlatna globusa, za najbolji film i Rami Malek za najboljeg glumca, obje u kategoriji dramskih filmova, te je 22. siječnja 2019. nominiran za Oscara u pet kategorija: za najbolji film, najboljeg glavnog glumca, za najbolju montažu zvuka, najbolji zvuk te najbolju montažu.

## Vanjske poveznice
- https://www.foxmovies.com/movies/bohemian-rhapsody - službena stranica filma
- Bohemian Rhapsody u internetskoj bazi filmova IMDb-a
- Bohemian Rhapsody na Rotten Tomatoes
- Bohemian Rhapsody (2018.) na Box Office Mojo